# 米津町 (西尾市)
米津町（よねづちょう）は、愛知県西尾市の地名。

## 地理

### 学区
- 公立高等学校 - 三河学区
- 公立中学校 - 西尾市立鶴城中学校[WEB 6]
- 公立小学校 - 西尾市立米津小学校・西尾市立鶴城小学校[WEB 6]

### 河川・池沼
- 矢作川

### 字一覧
- 赤兀（あかはげ）[WEB 7]
- 雨堀（あまぼり）[WEB 7]
- 荒井（あらい）[WEB 7]
- 荒子（あらこ）[WEB 7]
- 池田（いけだ）[WEB 7]
- 入船（いりふね）[WEB 7]
- 大島（おおじま）[WEB 7]
- 落合（おちあい）[WEB 7]
- 上泡原（かみあわら）[WEB 7]
- 川向（かわむかい）[WEB 7]
- 北浦（きたうら）[WEB 7]
- 久手（くて）[WEB 7]
- 蔵屋敷（くらやしき）[WEB 7]
- 郷西（ごうにし）[WEB 7]
- 五郎田（ごろうた）[WEB 7]
- 桜道（さくらみち）[WEB 7]
- 里（さと）[WEB 7]
- 白沢（しらさわ）[WEB 7]
- 順縄（じゅんなわ）[WEB 7]
- 種木（たねぎ）[WEB 7]
- 天竺桂（たものき）[WEB 7]
- 樋崎（といさき）[WEB 7]
- 渡場（どば）[WEB 7]
- 仲之畑（なかのはた）[WEB 7]
- 西大狼（にしおおかみ）[WEB 7]
- 野寺道（のでらみち）[WEB 7]
- 蓮池（はすいけ）[WEB 7]
- 八百目（はっぴゃくめ）[WEB 7]
- 東大狼（ひがしおおかみ）[WEB 7]
- 丸之内（まるのうち）[WEB 7]
- 宮浦（みやうら）[WEB 7]
- 宮東（みやひがし）[WEB 7]
- 宮前（みやまえ）[WEB 7]
- 家下（やした）[WEB 7]
- 蓮台（れんだい）[WEB 7]

## 歴史

### 人口の変遷
国勢調査による人口および世帯数の推移。
| 1995年（平成7年）  | 1640世帯 5403人 |  |
| 2000年（平成12年） | 1757世帯 5541人 |  |
| 2005年（平成17年） | 1989世帯 5760人 |  |
| 2010年（平成22年） | 2326世帯 6230人 |  |
| 2015年（平成27年） | 2502世帯 6446人 |  |
| 2020年（令和2年）  | 2626世帯 6414人 |  |

## 交通
- 名鉄西尾線米津駅
- 国道23号
- 愛知県道44号岡崎西尾線
- 愛知県道46号西尾知多線
- 愛知県道291号米津碧南線

## 施設
- 西尾市立米津小学校
- 西尾米津郵便局
- 米津ふれあいセンター

### WEB
1. ↑  “愛知県西尾市の町丁・字一覧”.   人口統計ラボ. 2023年12月31日閲覧。
2. 1 2  総務省統計局 (2022年2月10日). “令和2年国勢調査の調査結果(e-Stat) - 男女別人口，外国人人口及び世帯数－町丁・字等” (CSV). 2023年8月2日閲覧。
3. ↑  “読み仮名データの促音・拗音を小書きで表記するもの(zip形式) 愛知県” (zip).   日本郵便 (2024年2月29日). 2024年3月26日閲覧。
4. ↑  “市外局番の一覧” (PDF).   総務省 (2022年3月1日). 2022年3月22日閲覧。
5. ↑  “ナンバープレートについて”.   一般社団法人愛知県自動車会議所. 2024年1月21日閲覧。
6. 1 2  西尾市教育委員会事務局 学校教育課 (2023年6月2日). “小中学校の通学区域” (PDF).   西尾市. 2024年4月11日閲覧。
7. 1 2 3 4 5 6 7 8 9 10 11 12 13 14 15 16 17 18 19 20 21 22 23 24 25 26 27 28 29 30 31 32 33 34 35  “愛知県西尾市米津町の住所一覧”.   ゼンリン. 2024年8月18日閲覧。
8. ↑  総務省統計局 (2014年3月28日). “平成7年国勢調査の調査結果(e-Stat) - 男女別人口及び世帯数 －町丁・字等” (CSV). 2021年7月20日閲覧。
9. ↑  総務省統計局 (2014年5月30日). “平成12年国勢調査の調査結果(e-Stat) - 男女別人口及び世帯数 －町丁・字等” (CSV). 2021年7月20日閲覧。
10. ↑  総務省統計局 (2014年6月27日). “平成17年国勢調査の調査結果(e-Stat) - 男女別人口及び世帯数 －町丁・字等” (CSV). 2021年7月21日閲覧。
11. ↑  総務省統計局 (2012年1月20日). “平成22年国勢調査の調査結果(e-Stat) - 男女別人口及び世帯数 －町丁・字等” (CSV). 2021年7月21日閲覧。
12. ↑  総務省統計局 (2017年1月27日). “平成27年国勢調査の調査結果(e-Stat) - 男女別人口及び世帯数 －町丁・字等” (CSV). 2021年7月21日閲覧。